# ホーユーヘアカラーミュージアム
ホーユーヘアカラーミュージアムは、愛知県名古屋市東区徳川町にある企業博物館。
日本初のヘアカラーに特化した博物館である。

## 概要
頭髪化粧品メーカーのホーユーが創立100周年記念事業として建設したもので、2022年10月に竣工。以後、社員用施設として利用されたが、2023年5月9日に一般向けにオープンした。
建物はRC造3階建てで、延床面積は約857m2。1階が企画展示室、2階が常設展示室、3階がホーユー展示室となっている。企画展示室では、定期的に企画展や催事を開催するほか、常設展示室では、ヘアカラーの歴史に関する展示やヘアカラーの魅力を体感できるアトラクションが設置されている。また、ホーユー展示室では、社史や製品開発、安全性への取り組みに関する展示が行われている。

## 交通アクセス
- JR中央本線・名鉄瀬戸線・名古屋市営地下鉄名城線「大曽根駅」下車、徒歩約13分
- 名鉄瀬戸線「森下駅」下車、徒歩約11分
- 基幹バス「徳川園新出来」バス停下車、徒歩約3分